# Føtex
Føtex (eigen schrijfwijze: føtex) is een Deense supermarkt- en warenhuisketen, opgericht door Herman Salling in 1960. De eerste Føtex-winkel werd in 1960 geopend in Guldsmedgade in Aarhus en bestaat anno 2022 nog steeds. Het was de eerste supermarkt in Denemarken. De eerste Føtex-winkel in Kopenhagen werd in 1977 geopend. Op 2 november 2017 opende Føtex-winkel nummer 100 in CeresByen in Aarhus, als onderdeel van het concept Føtex Food. 
De keten is onderdeel van de Salling Group en biedt zowel food als non-food producten, zoals textiel. Na meer dan 50 jaar gedeeld eigendom en samenwerking met AP Møller-Mærsk, nam Salling vanaf november 2017 de volledige eigendom van Dansk Supermarked A/S over, dat in 2018 zijn naam veranderde in Salling Group.
De naam is een afkorting van "fødevarer og tekstiler" (voedsel en textiel). Het concept van grote winkels die zowel voedsel als kleding verkopen met zelfbediening, was het eerste in zijn soort in Denemarken en werd geïntroduceerd door Herman Salling, die inspiratie had opgedaan tijdens reizen in de Verenigde Staten.
In 2009 werd het Føtex food-concept geïntroduceerd. Føtex food richt zich meer op luxe producten, voornamelijk voedingsmiddelen, maar de winkels hebben ook een beperkt aanbod van bijvoorbeeld cosmetica, textiel en dvd's. In Aarhus werden eind 2008 drie bestaande winkels omgevormd tot Føtex Food. Het filiaal van Føtex Food in Skæring bij Aarhus werd in 2009 als eerste geopend. Føtex food is Dansk Supermarkeds tegenhanger van het concept Irma City van concurrent Coop.

## Warenhuizen
Warenhuizen onderverdeeld in regio's in het najaar van 2013:
| Regio                   | Hoeveelheid | Dorp |
| ----------------------- | ----------- | --- |
| Regio Hoofdstad         | 28          | Albertslund, Ballerup (Ballerup Centrum, Lautrup Centrum), Birkerød, Dragør, Egedal, Kokkedal, Frederiksberg (Frederiksberg Centrum, Nordre Fasanvej), Frederikssund, Glostrup, Helsingør, Herlev, Hillerød, Hvidovrej (Fri, Hvidovre), Fisketorvet, Husum, Kirkegårdsvej, Nørrebro, Vanløse, Vesterbrogade, Østerbro), Lyngby, Rødovre, City2 (Taastrup) |
| Regio Seeland           | 10          | Greve, Holbæk, Kalundborg, Korsør, Nykøbing F (Guldborgsundcentret), Ringsted, Roskilde (Ro's Torv, Stationscentret), Ølby |
| Regio Zuid-Denemarken   | 19          | Esbjerg (Smedegade), Fredericia (Prinsessegade, Venusvej), Faaborg, Haderslev, Kolding (Helligkorsgade en op de hoek van Sdr. Ringvej en Vonsildvej), Middelfart, Nyborg, Odense (Bolbro, Rosengårdcentret, Vesterbro), Ribe, Svendborg, Sønderborg, Varde, Vejle (Nørregade, Winfeld Hansen Centret), Aabenraa                                           |
| Regio Midden-Jutland    | 22          | Ebeltoft, Herning, Horsens, Ikast, Randers (Dytmærsken, Mariagervej), Silkeborg (Nørrevænget, Torvet), Skanderborg, Skive, Viborg, Aarhus (MP Bruuns Gade, City Vest, Egå, Frederiks Allé, Holmesmedgade, Sringgade, Storcenter Nord, Viby Torv) |
| Regio van Noord-Jutland | 10          | Brønderslev, Frederikshavn, Hjørring, Hobro, Thisted, Aalborg (Hasseris, Niels Bohrsvej, Nørresundby, Slotsgade, Eternitgrunden) |

### Voormalige warenhuizen
Een aantal Føtex-warenhuizen zijn in de loop van de tijd gesloten of naar andere plaatsen in de stad verhuisd.
- Bronderslev (Østergade)
- Fredericia (Gothersgade)
- Frederikshavn (Havnegade)
- Faaborg (Mellemgade)
- Hjørring (Fonteinplein)
- Horsens (Hospitaalsgade)
- Odder (Banegårdsgade) (Føtex food)
- Silkeborg (Borgergade)
- Skanderborg
- Struer (Vestergade)
- Taastrup (Gadehavegårdsvej)
- Fredensborg Føtex food gesloten januari 2013
- Holstebro gesloten 15 mei 2013
- Næstved gesloten in 2013